# Caldaia a tubi d'acqua
Una caldaia a tubi d'acqua è un tipo di generatore di vapore in cui l'acqua circola in tubi riscaldati esternamente e sono utilizzate per la produzione di vapore acqueo ad alta pressione. Il combustibile è bruciato all'interno di una fornace producendo dei fumi caldi, che riscaldano l'acqua circolata nei tubi trasformandosi in vapore, che confluisce in un cilindro. In alcuni tipi il vapore rientra nel forno attraverso un surriscaldatore e il vapore surriscaldato viene poi utilizzato per azionare la turbina a vapore.

## Storia
La prima caldaia a tubi d'acqua fu brevettata nel 1766 da William Blakey, consisteva di alcuni tubi posti diagonalmente all'interno di una fornace verticale collegati fra loro da tubi di minore diametro. Il primo modello di successo fu progettato da James Rumsey, un inventore statunitense, e nel 1788 brevettò in Regno Unito alcuni tipi di caldaia a tubi d'acqua, tra cui il primo esempio di caldaia unitubolare a spirale, dove l'acqua viene fatta circolare all'interno di un tubo avvolto secondo una spirale cilindrica al cui interno passano i fumi.
La prima caldaia avente una corretta circolazione dell'acqua fu costruita da Joseph Eve nel 1825, consistente in un corpo cilindrico superiore e un corpo cilindrico inferiore, connessi da numerosi piccoli tubi, leggermente piegati a S, che venivano investiti dai fumi della fornace; per garantire la circolazione dell'acqua, due tubi di grande diametro collegavano alle due estremità i due corpi cilindrici.
Le caldaie a tubi d'acqua iniziarono a diffondersi dalla metà del XIX secolo, per la loro maggiore sicurezza intrinseca (venivano definite inesplodibili) rispetto alle caldaie a tubi di fumo, raggiungendo la maturità tecnologica nei primi anni del XX secolo. 
Questo tipo di caldaia rappresentava (nel periodo 1893-1895) l'1,8% delle caldaie presenti nel Regno Unito, il 5,7% in Francia, 2,1% in Germania, l'1,4% in Austria e l'1,8% in Italia.
La propulsione a vapore con caldaie a tubi d'acqua ha trovato ampio impiego nel campo navale, negli ultimi anni del XIX secolo, prima di essere surclassato dalla propulsione con la turbina a vapore nei primi anni del XX secolo. 
La prima caldaia a tubi d'acqua installata su una nave da battaglia fu costruita dalla ditta Générateurs Belleville in Francia nel 1879 ed installata sulla corazzata Brennus (1891).

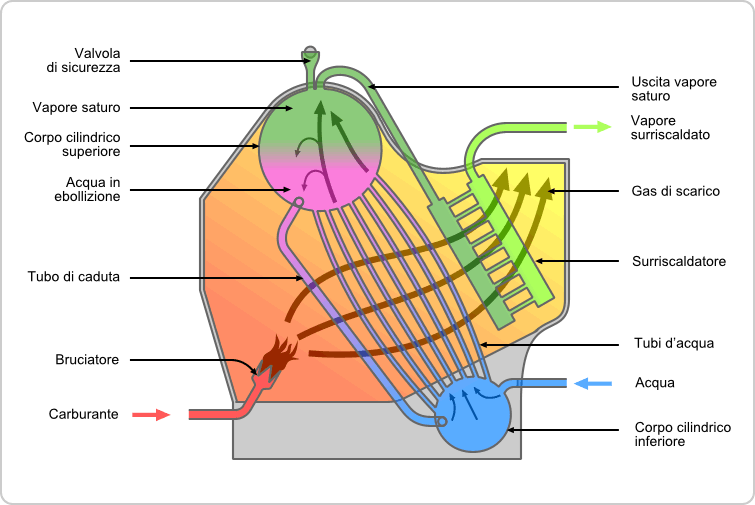
Schema di una caldaia a tubi d'acqua

## Tipi di caldaie a tubi d'acqua

### Belleville
Le caldaie di Julien Belleville furono brevettate nel 1850 in Francia dalla ditta Générateurs Belleville e prima collaudate su unità militari di piccola taglia (corvetta). Per poi equipaggiare le nuove corazzate francesi e per gli incrociatori pesanti inglesi HMS Powerful (1895) e HMS Terrible (1895) e gli incrociatori russi Rurik (1892) e Rossija (1896). 
Erano caratterizzate da una fornace verticale contenente da una serpentina orizzontale di tubi di grande diametro e una seconda, di minore diametro, verticale. Le serpentine erano costituite da tubi rettilinei giuntati su scatole di derivazione. Questo tipo di caldaia richiedeva l'alimentazione con acqua distillata ed erano progettate per lavorare in circuito chiuso con un condensatore in modo da riciclare l'acqua distillata.

### Babcock & Wilcox

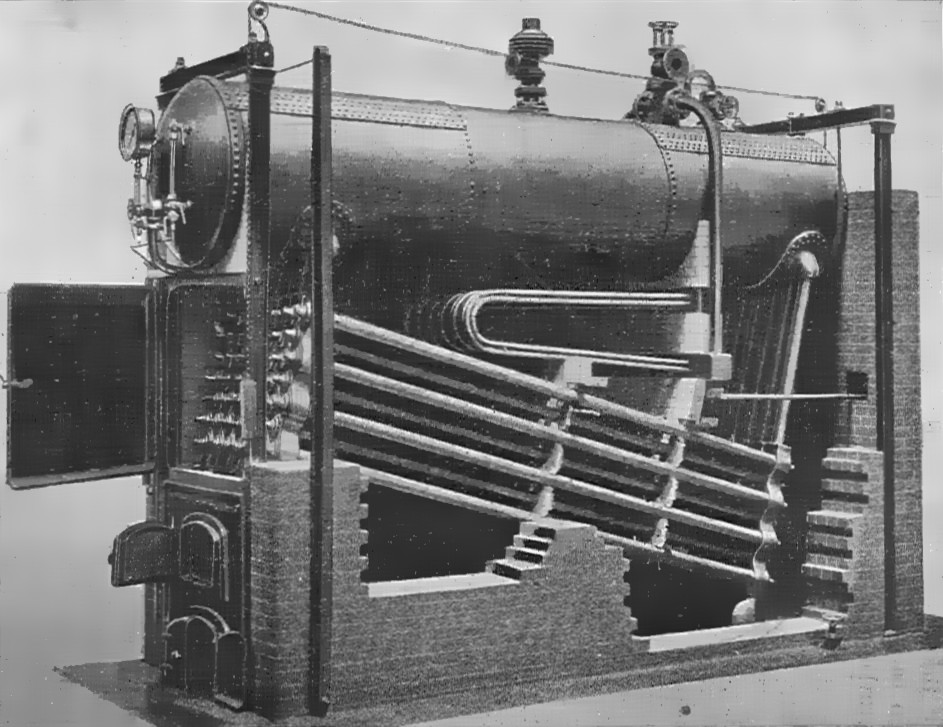
Spaccato di una caldaia Babcock & Wilcox, notare il surriscaldatore del vapore formato da una serie di tubi piegati a U, posti sotto il cilindro superiore

Babcock & Wilcox produsse un tipo di caldaia che è stato utilizzato anche dalle fregate della Royal Navy della classe Leander. 
È costituita da un solo corpo cilindrico orizzontale superiore che alimenta una testata in cui è inserito il fascio tubiero inclinato. La fornace si trova al di sotto del corpo cilindrico superiore ed il fascio di tubi rettilinei. 
La prima caldaia Babcock & Wilcox fu brevettata nel 1867.

### Yarrow

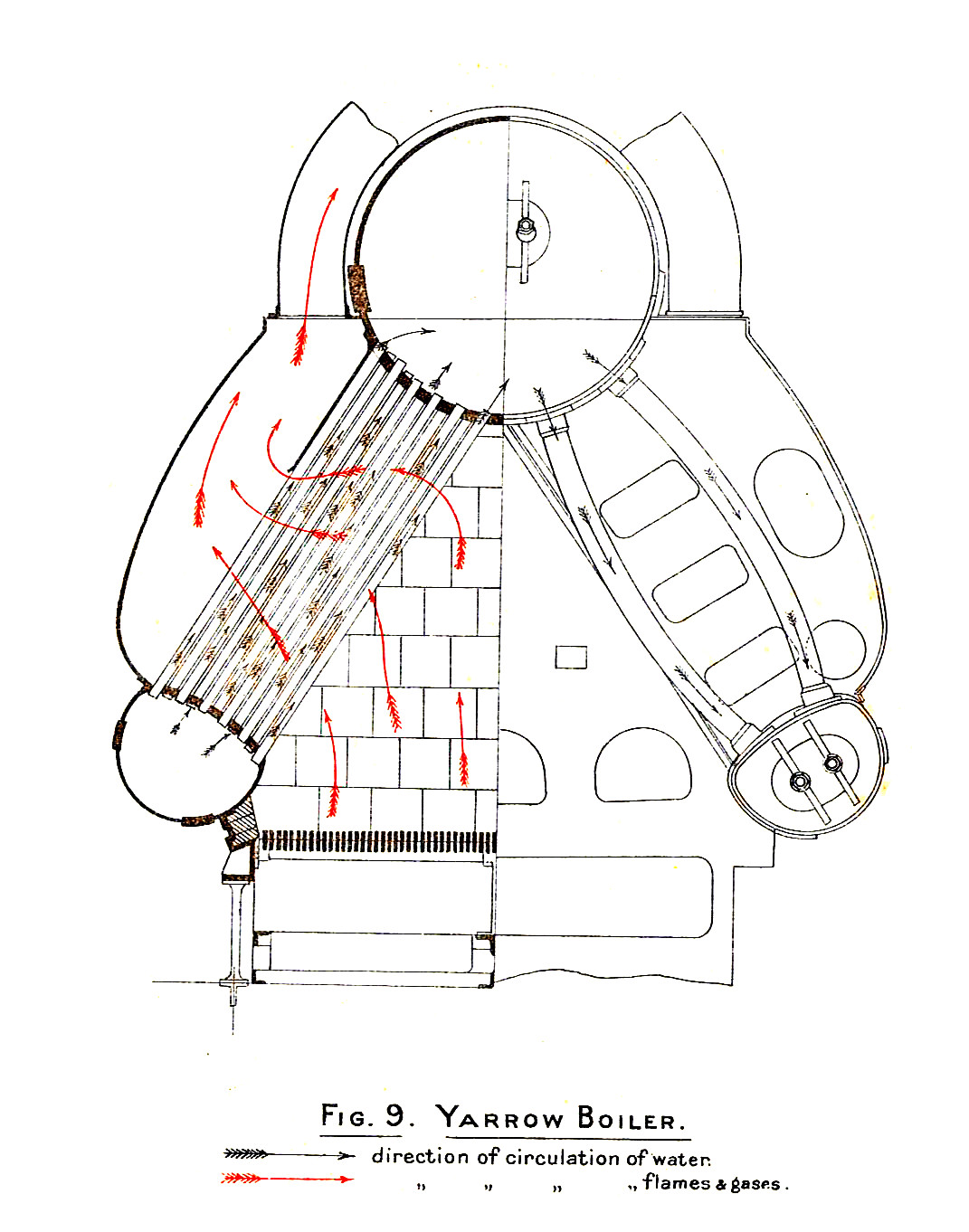
Sezione posteriore di una caldaia tipo Yarrow

Yarrow Shipbuilders sviluppò un tipo di caldaia con tre cilindri di espansione del vapore con una capacità maggiore di acqua.

### White-Forster
Simile alla Yarrow, ma con i tubi gradualmente curvi. 

### Thornycroft

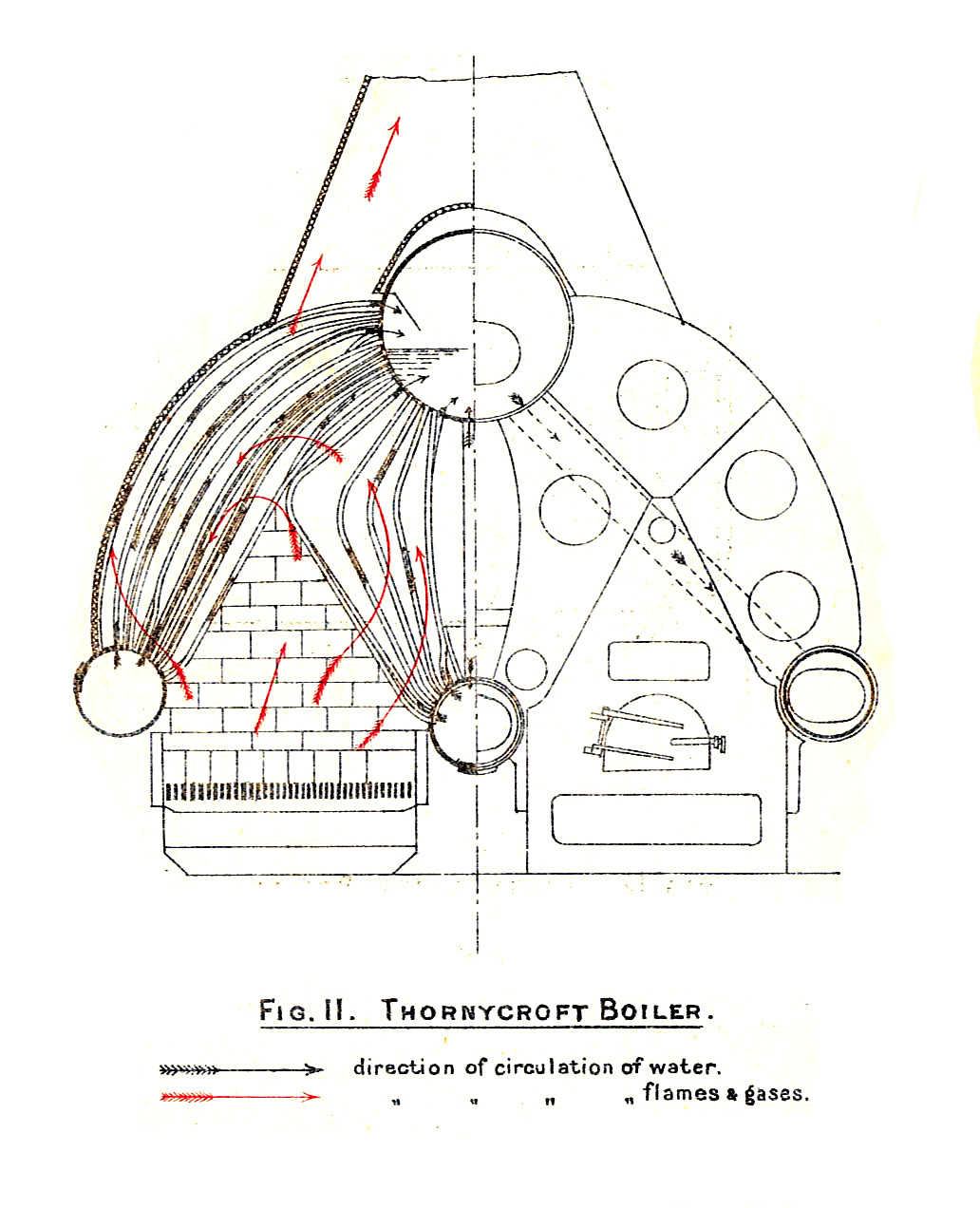
Sezione posteriore di una caldaia tipo Thornycroft

Tipo di caldaia con un unico cilindro di espansione e due serie di tubi d'acqua ai lati del forno. I tubi hanno le curve strette.